# Heteria flavibasis
Heteria flavibasis là một loài ruồi trong họ Tachinidae.